# چاینا هوارانگ

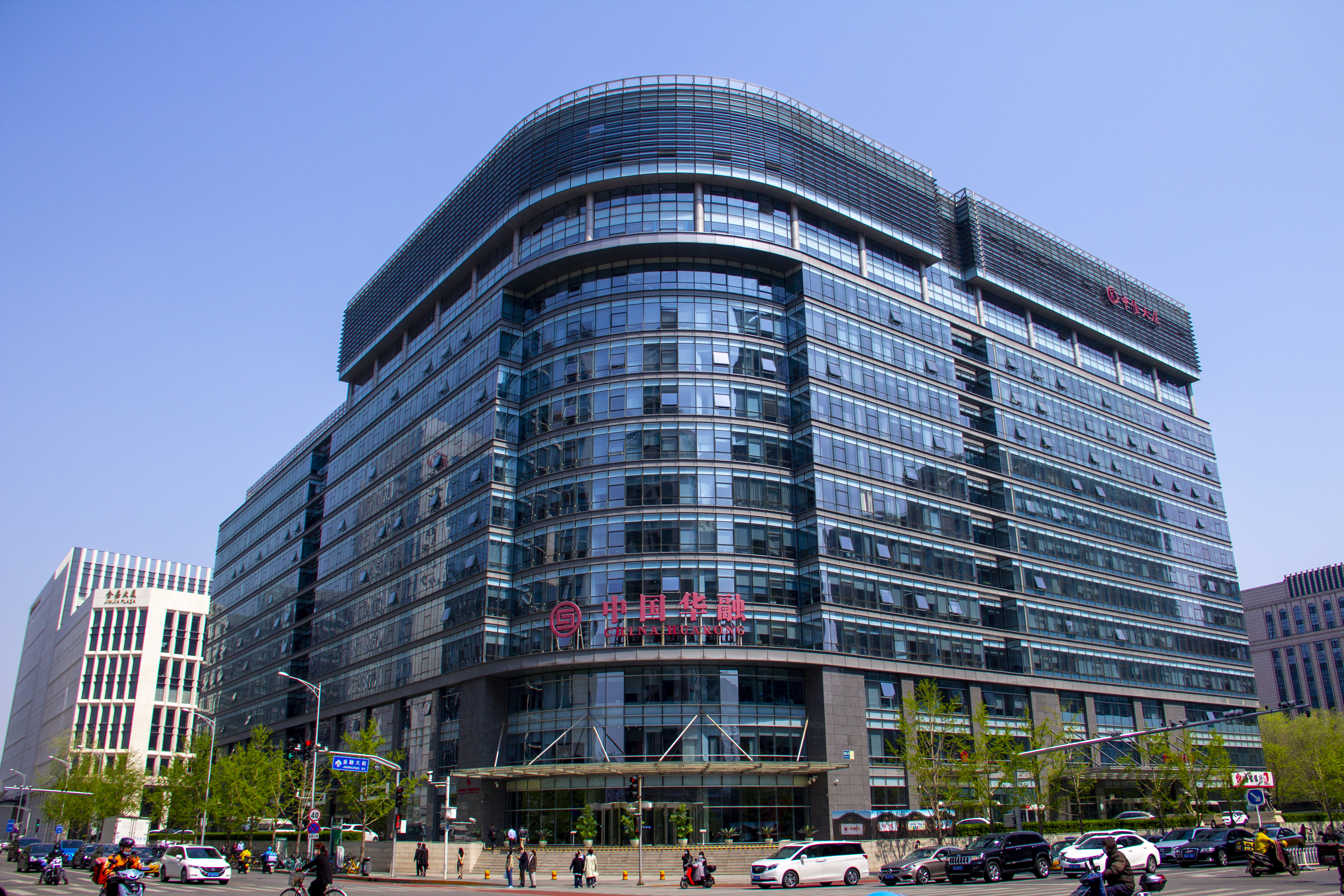
چاینا هوارانگ

چاینا هوارانگ (انگلیسی: China Huarong Asset Management) شرکت خدمات مالی چینی است، که در زمینه مدیریت دارایی و مدیریت سرمایه‌گذاری فعالیت می‌نماید.
شرکت چاینا هوارانگ در سال ۱۹۹۹ با ادغام ۴ شرکت خدمات مالی، توسط وزارت اقتصاد چین تأسیس شد. دفتر مرکزی این شرکت در شهر پکن قرار دارد و بخشی از سهام آن در بازار بورس اوراق بهادار هنگ کنگ معامله می‌شود.